# Pedofil
Pedofil este acea persoană care suferă de pedofilie. Pedofilia este o tulburare psihologică în care un adult sau un adolescent spre faza finală a vârstei adolescentine experimentează o preferință sexuală și emoțională/psihică pentru copii de vârste prepubescente.